# Olympische Sommerspiele 2024/Radsport – Mannschaftsverfolgung Bahn (Frauen)
Die Mannschaftsverfolgung im Bahnradsport der Frauen bei den Olympischen Spielen 2024 in Paris wurde am 6. und 7. August im Vélodrome National ausgetragen.

## Ablauf
Der Wettbewerb lief in drei Phasen ab: Qualifikation, Erste Runde sowie Finalläufe. Es traten zehn Mannschaften mit je vier Fahrerinnen an, allerdings konnte sich die Besetzung eines Teams von einer Phase zur nächsten ändern, wovon Italien, Frankreich, Deutschland und Australien Gebrauch machten 
- In der Qualifikation fuhr jede Mannschaft einzeln auf Zeit. Die beiden langsamsten Mannschaften schieden aus. Nur die vier schnellsten Mannschaften der Qualifikation fuhren weiter um den Sieg, die anderen konnten maximal noch den dritten Platz erreichen.
- In der Ersten Runde fuhr das sechste Team der Qualifikation gegen das siebte, das fünfte gegen das achte, das zweite gegen das dritte und das erste gegen das vierte.
- Die Gewinner der letzten beiden Rennen der Ersten Runde bestritten das Finale um Platz eins. Die restlichen Teams qualifizierten sich entsprechend der Zeiten in der Ersten Runde für die Finals um den 3., 5. bzw. 7. Platz.

## Rennverlauf
Die Qualifikation für diesen Wettbewerb richtete sich nach einer Nationen-Rangliste, in die die Ergebnisse der Bahnradsport-Weltmeisterschaften 2023, des UCI Track Cycling Nations’ Cups 2023 und 2024 sowie der kontinentalen Meisterschaften 2023 und 2024 eingingen.
In der Qualifikation setzte Neuseeland die schnellste Zeit und blieb als einzige Mannschaft in allen drei Läufen unter 4:05 Minuten, während sich Titelverteidiger Deutschland mit einem fünften Platz aus dem Rennen um die Goldmedaille verabschiedete. Kanada fuhr eine zusätzliche Runde, da die Kampfrichter vergessen hatten, rechtzeitig die Glocke zur letzten Runde zu läuten.
In der Ersten Runde setzte sich neben Neuseeland auch das Team der Vereinigten Staaten im Kampf um die Finalplätze durch; die amtierenden Weltmeisterinnen aus Großbritannien, durch den Ausfall Katie Archibalds geschwächt, mussten mit dem Kampf um Bronze vorliebnehmen, gewannen diesen aber vor Italien. Im Finale führten die USA durchgehend vor Neuseeland und lagen auf Weltrekord-Kurs, doch verlor das Team auf dem letzten Kilometer zwischenzeitlich den Zusammenhalt. Die USA retteten ihren Vorsprung ins Ziel, sechs Hundertstelsekunden über dem Weltrekord. Kristen Faulkner als Mitglied des US-Teams gewann drei Tage nach ihrem Sieg im Straßenrennen eine zweite Goldmedaille.

## Ergebnisse

### Qualifikation
Die Qualifikation fand am 6. August ab 17:30 Uhr statt. Anmerkungen:
- Q = Mannschaft fuhr in der Ersten Runde um die Teilnahme am Finale
- q = Teilnahme an der Ersten Runde ohne Chance aufs Finale

| Rang | Nation             | Namen                                                                 | Zeit         | Anm. |
| ---- | ------------------ | --------------------------------------------------------------------- | ------------ | ---- |
| 1    | Neuseeland         | Bryony Botha Emily Shearman Nicole Shields Ally Wollaston             | 4:04,679 min | Q    |
| 2    | Vereinigte Staaten | Chloé Dygert Kristen Faulkner Jennifer Valente Lily Williams          | 4:05,238 min | Q    |
| 3    | Großbritannien     | Elinor Barker Josie Knight Anna Morris Jessica Roberts                | 4:06,710 min | Q    |
| 4    | Italien            | Chiara Consonni Martina Fidanza Vittoria Guazzini Letizia Paternoster | 4:07,579 min | Q    |
| 5    | Deutschland        | Franziska Brauße Lisa Klein Mieke Kröger Laura Süßemilch              | 4:08,313 min | q    |
| 6    | Australien         | Georgia Baker Sophie Edwards Chloe Moran Maeve Plouffe                | 4:08,612 min | q    |
| 7    | Frankreich         | Marion Borras Clara Copponi Valentine Fortin Marie Le Net             | 4:08,797 min | q    |
| 8    | Kanada             | Erin Attwell Ariane Bonhomme Maggie Coles-Lyster Sarah Van Dam        | 4:12,205 min | q    |
| 9    | Irland             | Lara Gillespie Mia Griffin Kelly Murphy Alice Sharpe                  | 4:12,447 min |      |
| 10   | Japan              | Mizuki Ikeda Yūmi Kajihara Maho Kakita Tsuyaka Uchino                 | 4:13,818 min |      |

### Erste Runde
Die Erste Runde fand am 7. August ab 13:52 Uhr statt. Anmerkungen:
- Q1/Q3/Q5/Q7 = Qualifikation für das Rennen um den 1./3./5./7. Platz

| Rang | Lauf | Nation             | Namen                                                               | Zeit         | Anm. |
| ---- | ---- | ------------------ | ------------------------------------------------------------------- | ------------ | ---- |
| 1    | 3    | Vereinigte Staaten | Chloé Dygert Kristen Faulkner Jennifer Valente Lily Williams        | 4:04,629 min | Q1   |
| 2    | 4    | Neuseeland         | Bryony Botha Emily Shearman Nicole Shields Ally Wollaston           | 4:04,818 min | Q1   |
| 3    | 3    | Großbritannien     | Elinor Barker Josie Knight Anna Morris Jessica Roberts              | 4:04,908 min | Q3   |
| 4    | 4    | Italien            | Elisa Balsamo Martina Fidanza Vittoria Guazzini Letizia Paternoster | 4:07,491 min | Q3   |
| 5    | 2    | Deutschland        | Franziska Brauße Lisa Klein Mieke Kröger Laura Süßemilch            | 4:07,908 min | Q5   |
| 6    | 1    | Frankreich         | Victoire Berteau Marion Borras Clara Copponi Valentine Fortin       | 4:08,292 min | Q5   |
| 7    | 1    | Australien         | Georgia Baker Sophie Edwards Alexandra Manly Maeve Plouffe          | 4:09,975 min | Q7   |
| 8    | 2    | Kanada             | Erin Attwell Ariane Bonhomme Maggie Coles-Lyster Sarah Van Dam      | 4:10,471 min | Q7   |

### Finalläufe
Die Finalläufe waren am 7. August ab 18:57 Uhr.
| Rang              | Nation             | Namen                                                           | Zeit           | Anm.           |
| Rennen um Gold    | Rennen um Gold     | Rennen um Gold                                                  | Rennen um Gold | Rennen um Gold |
| ----------------- | ------------------ | --------------------------------------------------------------- | -------------- | -------------- |
| 1                 | Vereinigte Staaten | Chloé Dygert Kristen Faulkner Jennifer Valente Lily Williams    | 4:04,306 min   |                |
| 2                 | Neuseeland         | Bryony Botha Emily Shearman Nicole Shields Ally Wollaston       | 4:04,927 min   |                |
| Rennen um Bronze  |                    |                                                                 |                |                |
| 3                 | Großbritannien     | Elinor Barker Josie Knight Anna Morris Jessica Roberts          | 4:06,382 min   |                |
| 4                 | Italien            | Elisa Balsamo Chiara Consonni Martina Fidanza Vittoria Guazzini | 4:08,961 min   |                |
| Rennen um Platz 5 |                    |                                                                 |                |                |
| 5                 | Frankreich         | Marion Borras Clara Copponi Valentine Fortin Marie Le Net       | 4:06,987 min   |                |
| 6                 | Deutschland        | Franziska Brauße Lisa Klein Mieke Kröger Lena Charlotte Reißner | 4:08,349 min   |                |
| Rennen um Platz 7 |                    |                                                                 |                |                |
| 7                 | Australien         | Sophie Edwards Alexandra Manly Chloe Moran Maeve Plouffe        | 4:11,548 min   |                |
| 8                 | Kanada             | Erin Attwell Ariane Bonhomme Maggie Coles-Lyster Sarah Van Dam  | 4:12,097 min   |                |